# Юнусов, Хамзат Ибрагимович
Хамзат Ибрагимович Юнусов (род. 26 августа 1956, Сулюкта, Ошская область) — российский чеченский журналист и публицист, главный редактор газеты «Вести республики» (2006—2013).

## Биография
Родился 26 августа 1956 года в городе Сулюкта, Ошская область, Киргизская ССР. В семье были также 4 братьев — строители и сестра — педагог.
В 1963 году пошёл в школу в селе Шуани, Ножай-Юртовский район, Чечено-Ингушская АССР. В 1967 году семья Юнусовых переехала в село Суворов-Юрт (ныне Нойбер), Гудермесский район. Оканчивал учёбу в 1973 году в посёлке Новогрозненский (ныне Ойсхара) того же района.
В 1974 году поступил на филологический факультет Чечено-Ингушского государственного университета (сейчас Чеченский государственный университет, ЧГУ), на национальное отделение. В 1977 году перевёлся на третий курс факультета журналистики Ленинградского государственного университета (сейчас Высшая школа журналистики и массовых коммуникаций Санкт-Петербургского государственного университета), который окончил в 1980 году.
В 1980—1982 годах проходил срочную службу в Вооружённых силах СССР, по увольнении получил воинское звание «лейтенант».
В 1980 и 1982 годах работал в газете «Комсомольское племя». С 1982 года работал в веденской районной газете «Колхозная жизнь». В 1989 году был избран депутатом Веденского районного совета.
С 1990 года работал в газете «Даймохк» (первое время называлась «Ленинан некъ»), занимал должности корреспондента и заместителя главного редактора.
В 1995—1996 годах работал в пресс-службе представительства правительства России в Чечне, занимал должности ведущего и главного специалиста. Являлся собственным корреспондентом «Российской газеты» в Чечне. С 1996 года являлся заместителем главного редактора в республиканской правительственной газете «Согласие», занимал должность заместителя главного редактора.
На протяжении полугода работал в Министерстве финансов Чечни.
До 2000 года являлся заместителем главного редактора в детском журнале «Стелаӏад». В 2000—2003 годах работал старшим научным сотрудником в Центре чеченской культуры и образования. В 2003—2006 годах работал в «Нурэнерго» (ныне «Чеченэнерго»), занимал должности заместителя начальника отдела по работе с общественностью и СМИ и заместителя главного редактора журнала «Энергетика Чеченской Республики».
С 2006 года работал главным редактором республиканской газеты «Вести республики». В 2007 году редакция переехала в восстановленный Дом печати в Грозном, а газета из выходящей два раза в неделю стала ежедневной (первой в Чечне), а также из чёрно-белой — цветной.
С 2010 года является председателем Государственной аттестационной комиссии Института чеченской и общей филологии ЧГУ по специальности «Журналистика».
С 2013 года работал советником министра Чечни по национальной политике, внешним связям, печати и информации. Также с 2013 года является секретарём Октябрьского местного отделения партии «Единая Россия».
С 2015 года работал директором Центр подготовки и переподготовки работников средств массовой информации (первоначально Национальная школа юных корреспондентов «Возрождение Чечни»). Также с 2015 года является секретарём Общественного совета при Министерстве Чечни по национальной политике, внешним связям, печати и информации.
Печатался в газетах «Вести республики», «Даймохк», «Комсомольское племя», «Грозненский рабочий», «Колхозная жизнь», в «Российской газете» в Чечне, «Литературной России» и в журналах «Орга», «Вайнах», «Нана».
Проживает в селе Беркат-Юрт в Грозненском районе. Жена — Равзан Юнусова, педагог и редактор. Имеет троих детей.

## Награды и признание
- Член Союза журналистов СССР (1980)[1].
- Заслуженный журналист Чеченской Республики (2006)[1].
- Член Союза писателей России (2007)[1].
- Медаль «За заслуги перед Чеченской Республикой» (2008)[1].
- Орден «За развитие парламентаризма в Чеченской Республике» (2013)[1].